# Лабецкий, Казимир Игнатьевич
Казимир Игнатьевич Лабецкий — советский хозяйственный, государственный и политический деятель.

## Биография
Родился в 1921 году в Дриссе. Член КПСС.
Участник Великой Отечественной войны. С 1943 года — на хозяйственной, общественной и политической работе. В 1943—1995 гг. — строй-мастер, сменный инженер, начальник мостового отряда УВВР 2-го Ленинградского фронта, на руководящих должностях в строительных организациях Ленинграда, начальник Дорожно-мостового управления Ленгорисполкома, заместитель начальника, начальник Главленинградинжстроя, заместитель председателя Исполкома Ленинградского городского Совета, председатель плановой комиссии исполкома городского Ленсовета, начальник отдела Комитета по транспорту и связи Санкт-Петербургского городского совета.
За разработку и внедрение территориальной системы комплексного экономического и социального планирования развития городов Москвы, Ленинграда и Ленинградской области в составе коллектива был удостоен Государственной премии СССР в области техники 1980 года.
Избирался депутатом Верховного Совета РСФСР 10-го и 11-го созывов.
Умер после 1995 года.